# کریستین بوستا
کریستین بوستا (انگلیسی: Christine Busta; ۲۳ آوریل ۱۹۱۵ – ۳ دسامبر ۱۹۸۷) شاعر، نویسنده، و ترانه‌نویس اهل اتریش بود.